# Rumburak
Rumburak – czechosłowacki film z 1984 roku, twórców seriali Arabela i Powrót Arabeli – Miloša Macourka i Václava Vorlíčka.
Fabuła opisuje dalsze losy tytułowego bohatera Rumburaka, czarodzieja drugiej kategorii w świecie ludzi, w którym został uwięziony za karę za swe liczne przewinienia.

## Obsada
- Jiří Lábus – Rumburak
- Eva Jeníčková – Helenka
- Oldřich Kaiser – Inżynier Zachariasz
- Vlastimil Zavřel – Inżynier Vitvar
- Oldřich Velen – Inspektor
- Ondřej Havelka – Pan Tumlír
- Antonín Jedlička – Adam
- Jaroslava Obermaierová – Pani Roupová
- Lukáš Bech – Vilík
- Jiřina Bohdalová – Ciotka Evzenie
- Vlastimil Hašek – Dyrektor Trojan
- Michal Ryneš – Jakub
- Zdena Hadrbolcová – Trenerka
- Bronislav Poloczek – Pan Pechánek
- Miloslav Štibich – Woźny
- Dagmar Neblechová – Kobieta
- Luděk Kopřiva – Wiceprzewodniczący
- Marie Málková – Pani Rýdlová
- Vlastimil Bedrna – Obsługujący
- Svatopluk Matyás – Dyrektor Knotek
- Jiří Lír – Dyrektor ZOO
- Jaroslav Kepka – Członek komitetu
- Lena Birková – Kobieta z kotem
- Karel Fořt – Starzec
- Jan Kuželka – Pan Krepelka
- Milan Mach – Moderator
- Zdeněk Ornest – Pan Terner
- Hana Pastejříková – Oberżystka
- M. Samkova – Nauczycielka Pelásková

### Polski dubbing
- Jacek Czyż – Rumburak
- Barbara Drapińska
- Jerzy Tkaczyk
- Wojciech Machnicki
- Ewa Węglarz
- Dominik Bremer
- Piotr Furmyn
- Andrzej Arciszewski
- Irena Malarczyk-Kalita